# (4191) Assesse
(4191) Assesse ist ein Hauptgürtelasteroid, der am 22. Mai 1980 von Henri Debehogne vom La-Silla-Observatorium aus entdeckt wurde.
Der Asteroid wurde nach dem Geburtsort des Vaters von Henri Debehogne, der belgischen Gemeinde Assesse, benannt.